# La Trinitaria
La Trinitaria là một đô thị thuộc bang Chiapas, México. Năm 2005, dân số của đô thị này là 60417 người.